# 2007 BO81
2007 BO81, também escrito como 2007 BO81, é um objeto transnetuniano que está localizado no Cinturão de Kuiper, uma região do Sistema Solar. Este corpo celeste é classificado como um cubewano. Ele possui uma magnitude absoluta de 7,7 e tem um diâmetro estimado com 127 km.

## Descoberta
2007 BO81 foi descoberto no dia 19 de janeiro de 2007 pelo astrônomo P. A. Wiegert.

## Órbita
A órbita de 2007 BO81 tem uma excentricidade de 0,170 e possui um semieixo maior de 44,041 UA. O seu periélio leva o mesmo a uma distância de 36,538 UA em relação ao Sol e seu afélio a 51,543 UA.